# Newmaniverruca imbricata
Newmaniverruca imbricata is een zeepokkensoort uit de familie van de Verrucidae. De wetenschappelijke naam van de soort is voor het eerst geldig gepubliceerd in 1900 door Gruvel.